# Костівере
Костівере (ест. Kostivere) — селище на півночі Естонії.

## Географія

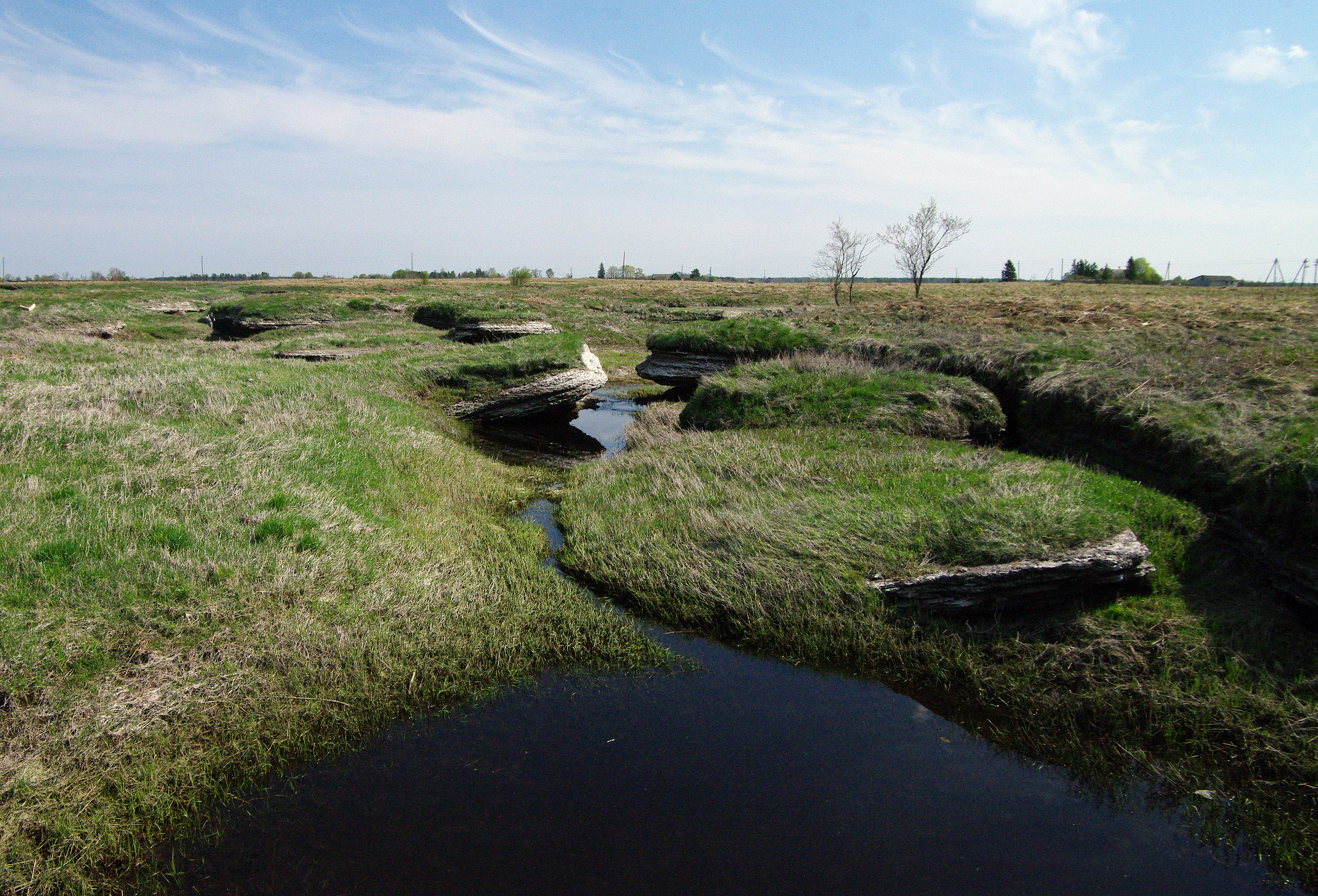
Карстовий ландшафт на околицях селища

Селище знаходиться у повіті Гар'юмаа в волості Йиеляхтме. Кількість жителів — 746 осіб (на 2007 рік). У селищі є миза, основна школа, дитячий сад, сімейний центр здоров'я, магазин. На автобусі і маршрутці можна дістатися до Таллінна і Йиеляхтме.

## Демографія
Згідно з переписом 2011 року населення Костівере становило 753 особи. З них 653 (86,7 %) за національністю естонці.